# Sexuální výchova (seriál)
Sexuální výchova (v anglickém originále Sex Education) je britský komediální a dramatický televizní seriál, který vytvořila Laurie Nunn pro Netflix. Seriál sleduje životy dospívajících a dospělých fiktivního města Moordale, kteří se potýkají s různými osobními dilematy, často souvisejícími se sexuální intimitou. V hlavních rolích účinkují Asa Butterfield, Gillian Andersonová, Emma Mackey, Ncuti Gatwa, Connor Swindells, Kedar Williams-Stirling, Alistair Petrie, Mimi Keene a Aimee Lou Wood.
První řada seriálu byla zveřejněna dne 11. ledna 2019 na Netflixu, další tří řady byly uvedeny v letech 2020, 2021 a 2023, kdy měla premiéru poslední, čtvrtá řada. Sexuální výchova získala uznání kritiků za herecké obsazení, scénář, režii, produkční hodnoty a zpracování svých témat. Seriál zaznamenal divácký úspěch, první řadu po jejím debutu sledovalo přes 40 milionů diváků. Wood získala cenu BAFTA za nejlepší herečku v komediálním televizním seriálu za výkon ve druhé řadě seriálu.

## Děj
Seriál sleduje především Otise Milburna, studenta střední školy Moordale. Otis je zprvu ambivalentní ohledně sexu, částečně proto, že jeho svobodná matka Jean je sexuální terapeutka, která neudržuje romantické vztahy.
Mezi další studenty střední školy patří Eric Effiong, nejlepší přítel Otise a syn ghansko-nigerijských přistěhovalců, který je gay; Maeve Wileyová, inteligentní a odbojná dospívající dívka s problematickou rodinnou minulostí; Adam Groff, syn ředitele, který šikanuje ostatní z důvodu vlastní sebenenávisti; Jackson Marchetti, zástupce studentů a plavec, který se snaží splnit vysoká očekávání, která jsou na něj kladena; Ruby Matthewsová, Anwar Bakshi a Olivia Hananový, členové populární skupiny známé jako „The Untouchables“; Aimee Gibbsová, členka skupiny „The Untouchables“, která se tajně spřátelí s Maeve; a Lily Iglehartová, dívka, která píše o mimozemské erotice, která je odhodlaná přijít o panenství. Ke škole se později připojí Ola Nymanová, jejíž ovdovělý otec Jakob Nyman začíná vztah s Jean.
První řada sleduje Otise, který zakládá sexuální kliniku s Maeve, aby pomohlí studentům s jejich sexuálními problémy. Stanou se úspěšnými, ale napětí naroste, když Otis zjistí, že ho Maeve přitahuje.
Ve druhé sérii přicházejí noví studenti a narušují současný chod střední školy, včetně Oly, která se stane Otisovou první přítelkyní. Eric pomáhá svému bývalému tyranovi Adamovi vyrovnat se s jeho sexualitou. Jean se stává rezidentní sexuální terapeutkou školy, protože propuknutí chlamydií přiměje studenty bojovat s aktuálními problémy.
Třetí řada sleduje začátek nového školního roku, kdy Otis vstupuje do vztahu s Ruby. Jean zjistí, že je těhotná, Eric a Adam jsou oficiálně partneři a plány nové ředitelky Hope Haddonové na nový chod školy způsobí spoustu komplikací pro studenty.
Ve čtvrté řadě se Otis, Eric a většina jejich spolužáků přizpůsobují novému střední škole poté, co je škola Moordale uzavřena, zatímco Maeve začíná studovat na univerzitě ve Spojených státech.

## Obsazení

### Hlavní role
| Asa Butterfield         | Otis Milburn, teenager, který dává rady svým vrstevníkům ohledně sexu                                     |
| Gillian Andersonová     | Jean F. Milburnová, Otisova matka a známá sexuální terapeutka                                             |
| Ncuti Gatwa             | Eric Effiong, Otisův nejlepší kamarád, který je gay a pochází z věřící nigerijské rodiny                  |
| Emma Mackey             | Maeve Wileyová, sebevědomá a problémová dívka, která se spřátelí s Otisem a založí s ním sexuální kliniku |
| Connor Swindells        | Adam Groff, ředitelův syn, který šikanuje Erica                                                           |
| Kedar Williams-Stirling | Jackson Marchetti, zástupce studentů a výborný plavec                                                     |
| Alistair Petrie         | Michael Groff, přísný ředitel školy a Adamův otec                                                         |
| Mimi Keene              | Ruby Matthewsová, populární dívka a vedoucí skupiny „The Untouchables“                                    |
| Aimee Lou Wood          | Aimee Gibbsová, bývalá členka skupiny „The Untouchables“, kamarádka Maeve                                 |
| Chaneil Kular           | Anwar Bakshi (1.–3. řada), člen skupiny „The Untouchables“, který neskrývá svou homosexuální orientaci    |
| Simone Ashleyová        | Olivia Hananová (1.–3. řada), členka skupiny „The Untouchables“                                           |
| Tanya Reynolds          | Lily Iglehartová (1.–3. řada), zvláštní dívka, která chce co nejdříve přijít o panenství                  |
| Mikael Persbrandt       | Jakob Nyman (1.–3. řada), ovdovělý švédský instalatér, jemuž se zalíbí Jean                               |
| Patricia Allison        | Ola Nymanová (1.–3. řada), Jakobova pansexuální dcera                                                     |
| Anne-Marie Duff         | Erin Wileyová (2.–3. řada), biologická matka Maeve a Seana, která se zničehonic objeví                    |
| Rakhee Thakrar          | Emily Sandsová (3. řada; 1.–2. řada vedlejší; 4. řada hostující), učitelka angličtiny                     |
| Jemima Kirke            | Hope Haddonová (3. řada), nová ředitelka střední školy                                                    |

### Vedlejší role
| Jim Howick             | Colin Hendricks, učitel chemie, který vede školní hudební orchestr                               |
| Samantha Spiro         | Maureen Groffová, manželka Michaela a matka Adama                                                |
| DeObia Oparei          | Abeo Effiong (1. řada), Ericův věřící otec                                                       |
| Conor Clarke McGrath   | Conor Pearson, student se závislostí na masturbaci                                               |
| Lisa Palfrey           | Cynthia, majitelka pozemku s karavany, kde Maeve bydlí                                           |
| Jojo Macari            | Kyle, jeden z bývalých partnerů Aimee                                                            |
| James Purefoy          | Remi Milburn (1.–2. řada), Otisův otec, bývalý manžel Jean a sexuální terapeut, který žije v USA |
| Hannah Waddingham      | Sofia Marchetti (1.–2. řada; 3.–4. řada hostující), jedna z Jacksonových matek                   |
| Joe Wilkinson          | Jeffrey, manžel Cynthie                                                                          |
| Sharon Duncan-Brewster | Roz Marchetti (1.–2. řada; 3.–4. řada hostující), jedna z Jacksonových matek                     |
| Chris Jenks            | Steve Morley, student střední školy, který začne chodit s Aimee                                  |
| Edward Bluemel         | Sean Wiley (1. řada), starší bratr Maeve                                                         |
| Doreene Blackstock     | Beatrice Effiongová, Ericova podporující matka                                                   |
| Sami Outalbali         | Rahim Harrack (2.–3. řada), francouzský výměnný student, který jeví zájem o Erica                |
| George Robinson        | Isaac Goodwin (2.–4. řada), postižený kluk, který žije ve stejném kempu jako Maeve               |
| George Somner          | Joe Goodwin (2.–3. řada), bratr Isaaca, který žije ve stejném kempu jako Maeve                   |
| Chinenye Ezeudo        | Vivienne Odusanyová (2.–4. řada), dívka, která doučuje Jacksona, členka kvízového týmu           |
| Lino Facioli           | Dex Thompson (2.–3. řada), člen kvízového týmu                                                   |
| Mirren Mack            | Florence (2. řada), asexuální studentka                                                          |
| George Georgiou        | Yousef (2. řada), majitel místního obchodu a strýc Rahima                                        |
| Conor Donovan          | Quentin (2.–3. řada), člen dramatického kroužku                                                  |
| Jason Isaacs           | Peter Groff (3. řada), Michaelův starší bratr                                                    |
| Indra Ové              | Anna (3.–4. řada), pěstounská matka Elsie, mladší nevlastní sestry Maeve                         |
| Dua Saleh              | Cal Bowman (3.–4. řada), nebinární student z Minneapollisu                                       |
| Thaddea Graham         | O (4. řada), studentka a sexuální terapeutka na nové škole                                       |
| Anthony Lexa           | Abbi Montgomery (4. řada), populární studentka na nové škole, vůdkyně skupiny „The Coven“        |
| Alexandra James        | Aisha Green (4. řada), členka skupiny „The Coven“                                                |
| Felix Mufti            | Roman (4. řada), člen skupiny „The Coven“, přítel Abbi                                           |
| Reda Elazouar          | Beau (4. řada), student, kterému se líbí Viv                                                     |
| Lisa McGrilli          | Joanna Franklin (4. řada), sestra Jean                                                           |
| Shak Benjamin          | Adedayo (4. řada), člen církve, kterému se líbí Eric                                             |
| Hannah Gadsby          | Celia (4. řada), manažerka rozhlasové stanice, ve které Jean pracuje                             |
| Bella Maclean          | Jem (4. řada), Adamova spolupracovnice na farmě                                                  |
| Imani Yahshua          | Tyrone (4. řada), kamarád Maeve z USA                                                            |
| Eshaan Akbar           | Lakhani (4. řada), ředitel na nové škole                                                         |

### Hostující role
| Toby Williams      | Tim (1.–2. řada), jeden z pacientů Jean                                          |
| Lu Corfield        | Sarah (1. řada), matka tří dětí, která se s Maeve spřátelí na klinice            |
| Anjana Vasan       | protipotratová aktivistka (1. řada)                                              |
| Dominic Applewhite | Charlie (1. řada), protipotratový aktivista                                      |
| T'Nia Miller       | Maxine (2. řada), předsedkyně školské rady                                       |
| Thomas Atkinson    | Nick (2.–3. řada), přítel Anwara                                                 |
| Stephen Fry        | on sám (2. řada), moderátor kvízové soutěže                                      |
| Sindhu Vee         | paní Hananová (2. řada), matka Olivie                                            |
| Susan Lynch        | Tara Gibbsová (2. řada), matka Aimee                                             |
| Jack Bandeira      | Eli (2. řada), student vojenské školy                                            |
| David Layde        | Roland Matthews (3.–4. řada), otec Ruby, který má roztroušenou sklerózu          |
| Miles Jupp         | gynekolog (3. řada)                                                              |
| Sophie Thompson    | Carol Iglehart (3. řada), matka Lily a zdravotní sestra                          |
| Jerry Iwu          | Oba (3. řada), homosexuální fotograf z Nigérie                                   |
| Reece Richards     | Eugene (3. řada), přítel Viv                                                     |
| Dan Levy           | pan Molloy (4. řada), učitel ve studijním programu, který Maeve navštěvuje v USA |
| Jack Gleeson       | Mo (4. řada), Seanův kamarád                                                     |

## Seznam dílů

### První řada (2019)
| Č. v seriálu | Č. v řadě | Původní název | Český název | Režie       | Scénář                         | Premiéra na Netflixu |
| ------------ | --------- | ------------- | ----------- | ----------- | ------------------------------ | -------------------- |
| 1            | 1         | Episode 1     | 1. díl      | Ben Taylor  | Laurie Nunn                    | 11. ledna 2019       |
| 2            | 2         | Episode 2     | 2. díl      | Ben Taylor  | Laurie Nunn                    | 11. ledna 2019       |
| 3            | 3         | Episode 3     | 3. díl      | Ben Taylor  | Sophie Goodhart                | 11. ledna 2019       |
| 4            | 4         | Episode 4     | 4. díl      | Ben Taylor  | Laura Neal a Laurie Nunn       | 11. ledna 2019       |
| 5            | 5         | Episode 5     | 5. díl      | Kate Herron | Sophie Goodhart a Laura Hunter | 11. ledna 2019       |
| 6            | 6         | Episode 6     | 6. díl      | Kate Herron | Laurie Nunn a Freddy Syborn    | 11. ledna 2019       |
| 7            | 7         | Episode 7     | 7. díl      | Kate Herron | Sophie Goodhart                | 11. ledna 2019       |
| 8            | 8         | Episode 8     | 8. díl      | Kate Herron | Laurie Nunn                    | 11. ledna 2019       |

### Druhá řada (2020)
| Č. v seriálu | Č. v řadě | Původní název | Český název | Režie           | Scénář                      | Premiéra na Netflixu |
| ------------ | --------- | ------------- | ----------- | --------------- | --------------------------- | -------------------- |
| 9            | 1         | Episode 1     | 1. díl      | Ben Taylor      | Laurie Nunn                 | 17. ledna 2020       |
| 10           | 2         | Episode 2     | 2. díl      | Sophie Goodhart | Laurie Nunn a Mawaan Rizwan | 17. ledna 2020       |
| 11           | 3         | Episode 3     | 3. díl      | Sophie Goodhart | Sophie Goodhart             | 17. ledna 2020       |
| 12           | 4         | Episode 4     | 4. díl      | Alice Seabright | Laurie Nunn a Rosie Jones   | 17. ledna 2020       |
| 13           | 5         | Episode 5     | 5. díl      | Alice Seabright | Laurie Nunn a Richard Gadd  | 17. ledna 2020       |
| 14           | 6         | Episode 6     | 6. díl      | Ben Taylor      | Sophie Goodhart             | 17. ledna 2020       |
| 15           | 7         | Episode 7     | 7. díl      | Ben Taylor      | Laurie Nunn                 | 17. ledna 2020       |
| 16           | 8         | Episode 8     | 8. díl      | Ben Taylor      | Laurie Nunn                 | 17. ledna 2020       |

### Třetí řada (2021)
| Č. v seriálu | Č. v řadě | Původní název | Český název | Režie             | Scénář                        | Premiéra na Netflixu |
| ------------ | --------- | ------------- | ----------- | ----------------- | ----------------------------- | -------------------- |
| 17           | 1         | Episode 1     | 1. díl      | Ben Taylor        | Laurie Nunn                   | 17. září 2021        |
| 18           | 2         | Episode 2     | 2. díl      | Ben Taylor        | Laurie Nunn a Sophie Goodhart | 17. září 2021        |
| 19           | 3         | Episode 3     | 3. díl      | Ben Taylor        | Laurie Nunn a Alice Seabright | 17. září 2021        |
| 20           | 4         | Episode 4     | 4. díl      | Runyararo Mapfumo | Laurie Nunn a Selina Lim      | 17. září 2021        |
| 21           | 5         | Episode 5     | 5. díl      | Ben Taylor        | Laurie Nunn a Mawaan Rizwan   | 17. září 2021        |
| 22           | 6         | Episode 6     | 6. díl      | Runyararo Mapfumo | Laurie Nunn a Temi Wilkey     | 17. září 2021        |
| 23           | 7         | Episode 7     | 7. díl      | Runyararo Mapfumo | Laurie Nunn a Sophie Goodhart | 17. září 2021        |
| 24           | 8         | Episode 8     | 8. díl      | Runyararo Mapfumo | Laurie Nunn a Jodie Mitchell  | 17. září 2021        |

### Čtvrtá řada (2023)
| Č. v seriálu | Č. v řadě | Původní název | Český název | Režie             | Scénář            | Premiéra na Netflixu |
| ------------ | --------- | ------------- | ----------- | ----------------- | ----------------- | -------------------- |
| 25           | 1         | Episode 1     | 1. díl      | Dominic Leclerc   | Laurie Nunn       | 21. září 2023        |
| 26           | 2         | Episode 2     | 2. díl      | Dominic Leclerc   | Troy Hunter       | 21. září 2023        |
| 27           | 3         | Episode 3     | 3. díl      | Dominic Leclerc   | Krishna Istha     | 21. září 2023        |
| 28           | 4         | Episode 4     | 4. díl      | Michelle Savill   | Selina Lim        | 21. září 2023        |
| 29           | 5         | Episode 5     | 5. díl      | Michelle Savill   | Ethan Harvey      | 21. září 2023        |
| 30           | 6         | Episode 6     | 6. díl      | Alyssa McClelland | Annalisa D'Inella | 21. září 2023        |
| 31           | 7         | Episode 7     | 7. díl      | Alyssa McClelland | Bella Heesom      | 21. září 2023        |
| 32           | 8         | Episode 8     | 8. díl      | Alyssa McClelland | Thara Popoola     | 21. září 2023        |

## Produkce

### Vývoj
Dne 28. listopadu 2018 bylo oznámeno, že streamovací služba Netflix objednala první řadu nového seriálu, kterou pro něj vytvořila Laurie Nunn. Na post režiséra měl usednout Ben Taylor. Za produkcí seriálu stojí společnost Eleven Film a výkonný producent Jamie Campbell. Seriál se dočkal zveřejnění 11. ledna 2019. Dne 1. února 2019 byla Netflixem objednána druhá řada, která měla premiéru 17. ledna 2020. Dne 10. února 2020 byla službou Netflix objednána produkce třetí řady. Dne 25. září 2021, osm dní po premiéře třetí série, bylo oznámeno, že seriál bude pokračovat čtvrtou sérií.

### Casting
Dne 17. května 2018 bylo oznámeno, že si Gillian Andersonová, Asa Butterfield, Ncuti Gatwa, Connor Swindells a Kedar Williams-Stirling zahrají v seriálu hlavní role. Dne 16. července 2018 bylo ohlášeno, že se k seriálu přidal James Purefoy, jenž se v něm objeví ve vedlejší roli.

### Natáčení
Natáčelo se v údolí Wye Valley v Anglii a Walesu a v městečkách Llandogo a Tintern v Monmouthshire. Záběry ze základní školy Moordale byly pořízeny na univerzitě University of South Wale ve městě Caerleon v Newportu. Scény v plaveckém bazénu byly natočeny v areálu Newport International Sports Village. Druhá řada se natáčela mezi květnem a zářím 2019.